# Berdier
Berdier is een plaats in het Argentijnse bestuurlijke gebied Salto in de provincie Buenos Aires. De plaats telt 161 inwoners.